# Orosz egykopejkás
A 0,01 RUB, azaz 1 kopejka vagy egykopejka értékű, Oroszország, a Krím félsziget, Abházia és Dél-Oszétia által használt érme a legkisebb értékű jelenleg is forgalomban lévő rubelérme. Átmérője csupán 15,5 mm, súlya mindössze 1,5 g.

## Adatok[1]
Az érme hátoldalán Szent György található.
| Előlap | Hátlap | Tömeg | Átmérő  | Vastagság | Anyag       | Verési évek           | Pénzverde                                               |
| ------ | ------ | ----- | ------- | --------- | ----------- | --------------------- | ------------------------------------------------------- |
|        |        | 1,5 g | 15,5 mm | 1,25 mm   | kuprónikkel | 1997-2009, 2014, 2017 | Moszkva: 1997-2009, 2014, 2017 Szentpétervár: 1997-2009 |

A 2017-ben vert érmék hivatalosan nem voltak forgalomba helyezve a nemzeti bank által.

## Érték[2]
Az érme 2012-től sosem rendelkezett nagy értékkel, körülbelül 0,0759 forintot azaz 7,59 fillért ért 2012. január 1-én. A rubel elértéktelenedése miatt 2021. október 1-én már csak 0,04266 forintot, azaz körülbelül 4 és negyed fillért ért egy ilyen érme.